# Damyang-gun
Damyang är en landskommun (gun)  i den sydkoreanska provinsen Södra Jeolla. Vid slutet av 2020 hade den 47 199 invånare.
Den är indelad i en köping (eup) och elva socknar (myeon):
Bongsan-myeon,
Changpyeong-myeon,
Daedeok-myeon,
Daejeon-myeon,
Damyang-eup (centralort),
Gasamunhak-myeon,
Geumseong-myeon,
Goseo-myeon,
Mujeong-myeon,
Subuk-myeon,
Wolsan-myeon och
Yong-myeon.